# 頭屋
頭屋（とうや）とは、神社や講において行われる祭礼や神事などの行事の執行に関して、中心的な役割を果たす人もしくは家。当屋・祷屋・当家などの表記が行われる場合もある。
古代から「頭」・「頭人」などと呼ばれる祭祀の主宰者があり、宮座の仕組が確立された14世紀頃より頭人もしくは頭人自身が所属する家のことを頭屋と称して、家単位で行事に関する職務・責任（頭役）を負うことが行われるようになった。ただし、神事に対する宗教的・経済的な負担の大きさから後には1年交替などの交替制が取られ、また専門の神職を設置して祭祀に関する行為を行わせて、頭屋は世話人的な立場に立って行事に必要な施設や神酒・神饌・神供などの物資の調達・確保の部分を担うようになった。
頭役は家順・くじ・名簿順などによって決められた。頭役の交替の際には頭渡し・頭受けと呼ばれる厳格な儀式が行われ、その任務の遂行のために厳しい潔斎を行って清浄性を保ち、門前に依代であるおはけを飾るなど様々な決まりごとがあった。